# Chris (Ryan Adams)
Chris è il diciannovesimo album in studio del cantautore statunitense Ryan Adams (il quindicesimo come solista), pubblicato il 25 marzo 2022.

## Tracce
1. Take It Back – 3:07
2. Still a Cage – 3:01
3. Flicker in the Fade – 3:50
4. Chris – 3:44
5. About Time – 2:53
6. Aching for More – 4:07
7. Say What You Said – 3:20
8. So Helpless – 1:17
9. Crooked Shake – 3:04
10. Dive – 4:11
11. Was I Wrong (Strings) – 2:17
12. Lookout – 2:53
13. Schizophrenic Babylon – 2:22
14. Moving Target – 3:42
15. I Got Lost – 2:34
16. Replaced – 3:38
17. Spinning Wheel – 2:38
18. Letting the Light in – 2:55

Traccia Bonus
1. Don't Follow – 2:59